# زلي (بوالحسن)
زلي (بالفارسية: زلی) هي قرية تقع في إيران في قسم بوالحسن الريفي. يقدر عدد سكانها بـ 266 نسمة بحسب إحصاء 2016.